# Saharsa

Stadens och distriktets läge i Bihar.

Saharsa (bengali: সহর্ষ) är en stad i den indiska delstaten Bihar och är centralort i ett distrikt med samma namn. Folkmängden uppgick till 156 540 invånare vid folkräkningen 2011.